# 그래미 어워드 최우수 팝 보컬 음반
그래미 어워드 최우수 팝 보컬 음반(Grammy Award for Best Pop Vocal Album)은 1958년 생겨 그라모폰 어워즈라 불렸던 그래미 어워드의 시상 부문 중 하나로, 매년 양질의 팝 보컬 음반을 낸 아티스트에게 수상한다. 미국 리코딩 예술 산업 아카데미는 음반 판매나 차트 순위와는 관계없이 예술적인 성취와 숙련도, 음반 산업 전반의 우수성을 보며 수상한다고 언급하였다.
최우수 팝 보컬 음반은 1968년 제10회 그래미 어워드에서 "최우수 컨템포러리 음반"이라는 이름으로 시작되었고, 첫 상은 비틀즈의 《Sgt. Pepper's Lonely Hearts Club Band》이 처음으로 받았다. 그후 1995년까지 수상을 하지 않다가 최우수 팝 음반이라는 이름으로 바뀌어 재등장하였다. 이후 2001년 베스트 팝 보컬 앨범으로 바뀌게 되었다. 제52회 그래미 어워드의 해설 가이드에 따르면, 이 상은 "새로 녹음되는 팝 보컬 노래의 최소 51% 이상의 재생 시간을 담은 음반" 중에서 수상된다고 밝혔다.
최우수 팝 보컬 음반의 최다 수상자는 켈리 클락슨과 아델로 2회 수상하였으며, 그중에서 클락슨이 먼저 2회 수상하였다. 또한 클락슨과 함께 저스틴 팀버레이크는 5번 후보에 올랐는데, 이는 최다 후보 기록이다. 하지만 팀버레이크의 후보 중 3개는 단독, 2개는 엔싱크 소속이었을 때 오른 것이므로 솔로로 가장 많이 후보에 오른 가수는 클락슨이다.

## 수상자
| 연도 | 수상자                  | 음반                                     | 후보 | 출처   |
| ---- | ----------------------- | ---------------------------------------- | --- | ------ |

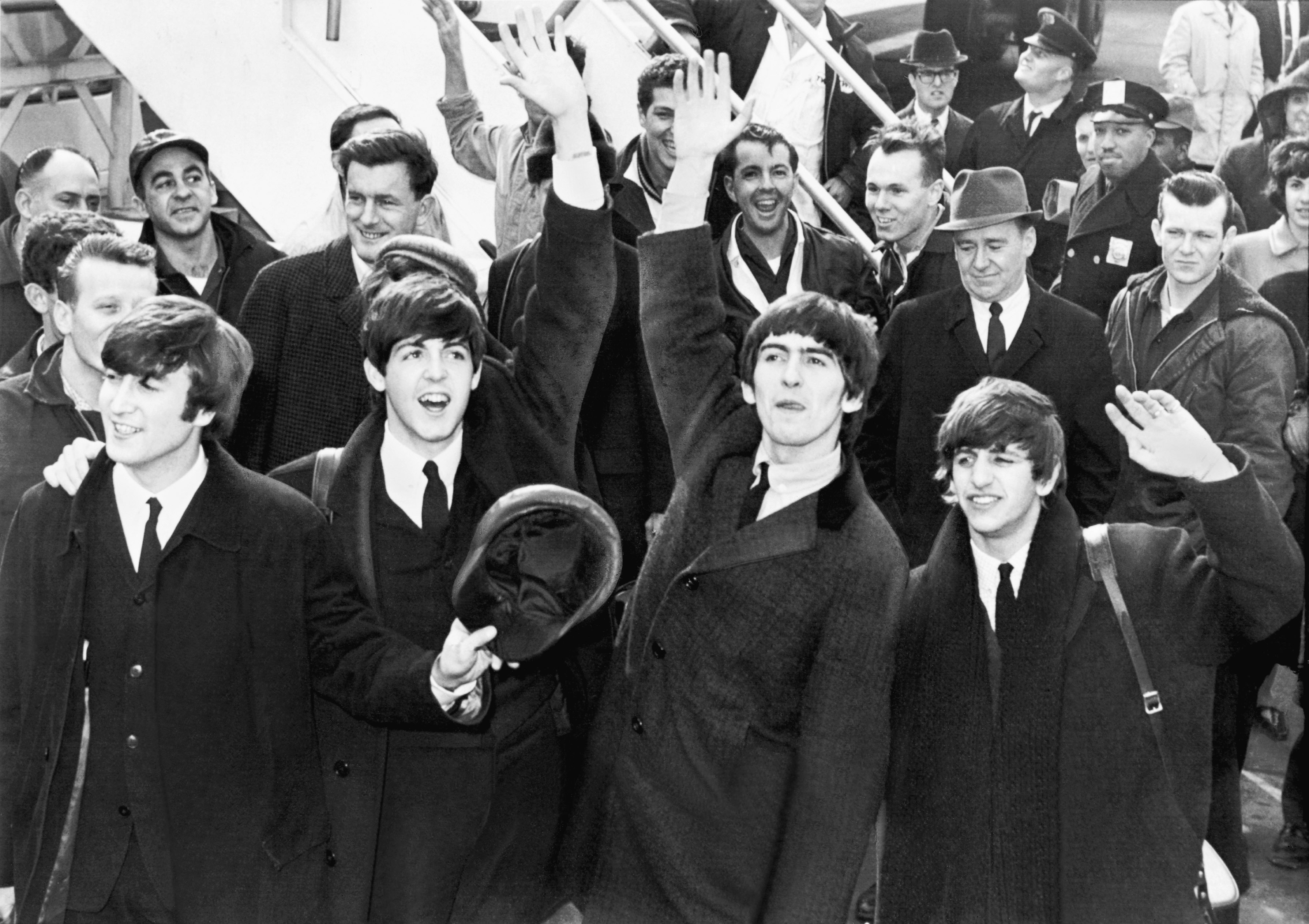
1968년 《Sgt. Pepper's Lonely Hearts Club Band》로 올해의 앨범 상과 함께 최우수 컨템포러리 음반을 수상한 비틀즈

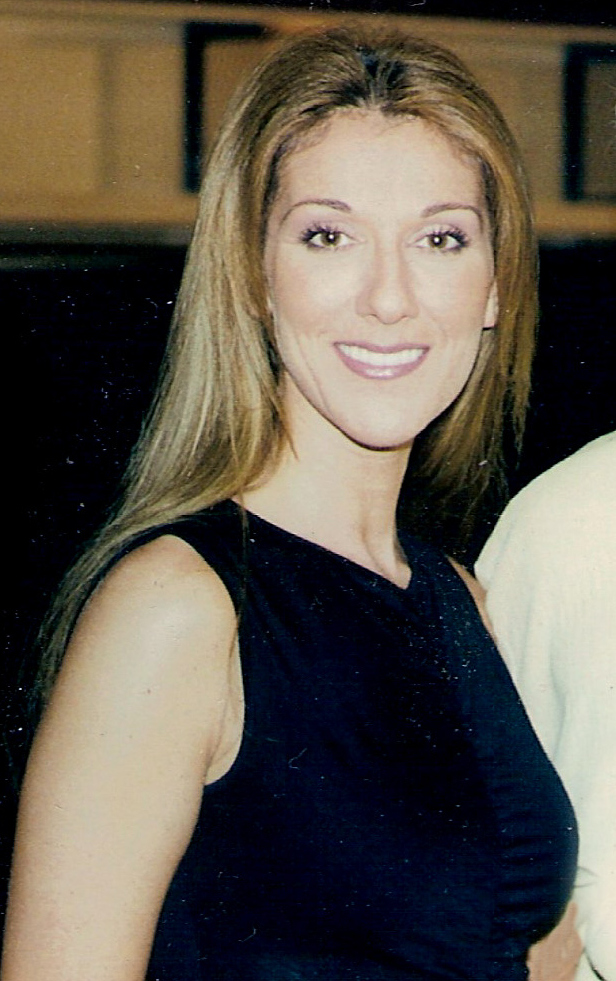
Falling Into You로 1997년 그래미 올해의 앨범과 함께 최우수 팝 보컬 음반을 수상한 셀린 디온

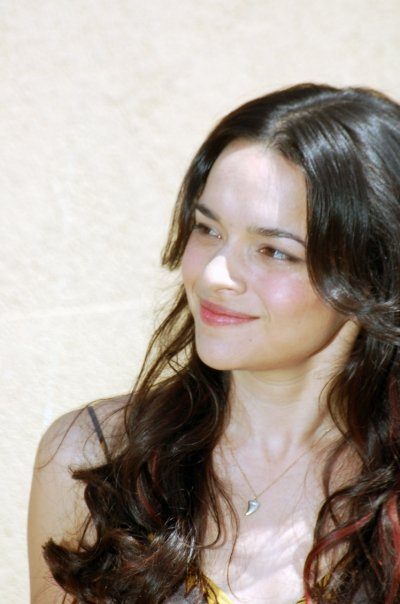
Come Away with Me로 2003년 그래미 올해의 앨범과 함께 최우수 팝 보컬 음반을 수상한 노라 존스

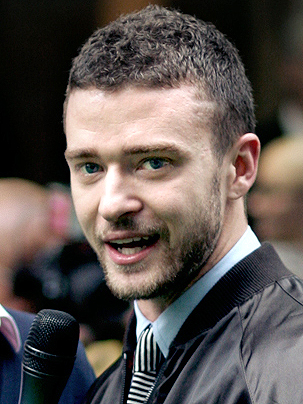
저스틴 팀버레이크는 최우수 팝 보컬 음반에서 켈리 클락슨과 함께 최다 후보이다. 또한 팀버레이크는 2004년 자신의 앨범 Justified로 이 상을 수상하였다

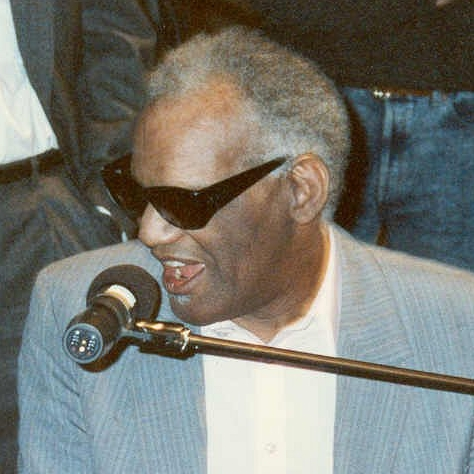
레이 찰스의 마지막 앨범인 Genius Loves Company는 2005년 최우수 팝 보컬 음반 부문에서 수상하였다.

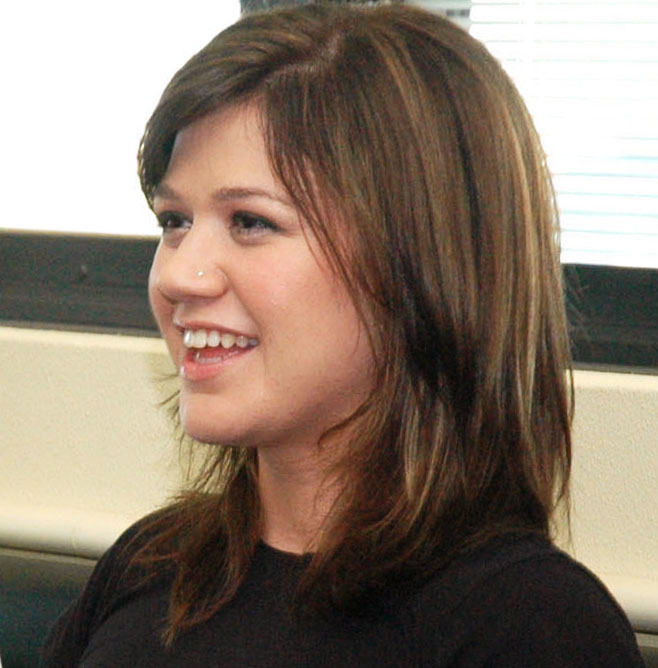
켈리 클락슨은 수상 후보로 5회 올라 저스틴 팀버레이크와 함께 최다 후보 기록을 가지고 있으며, 수상도 2006년 Breakaway와 2013년 Stronger까지 2회로 아델과 함께 최다 수상 기록을 가지고 있다.

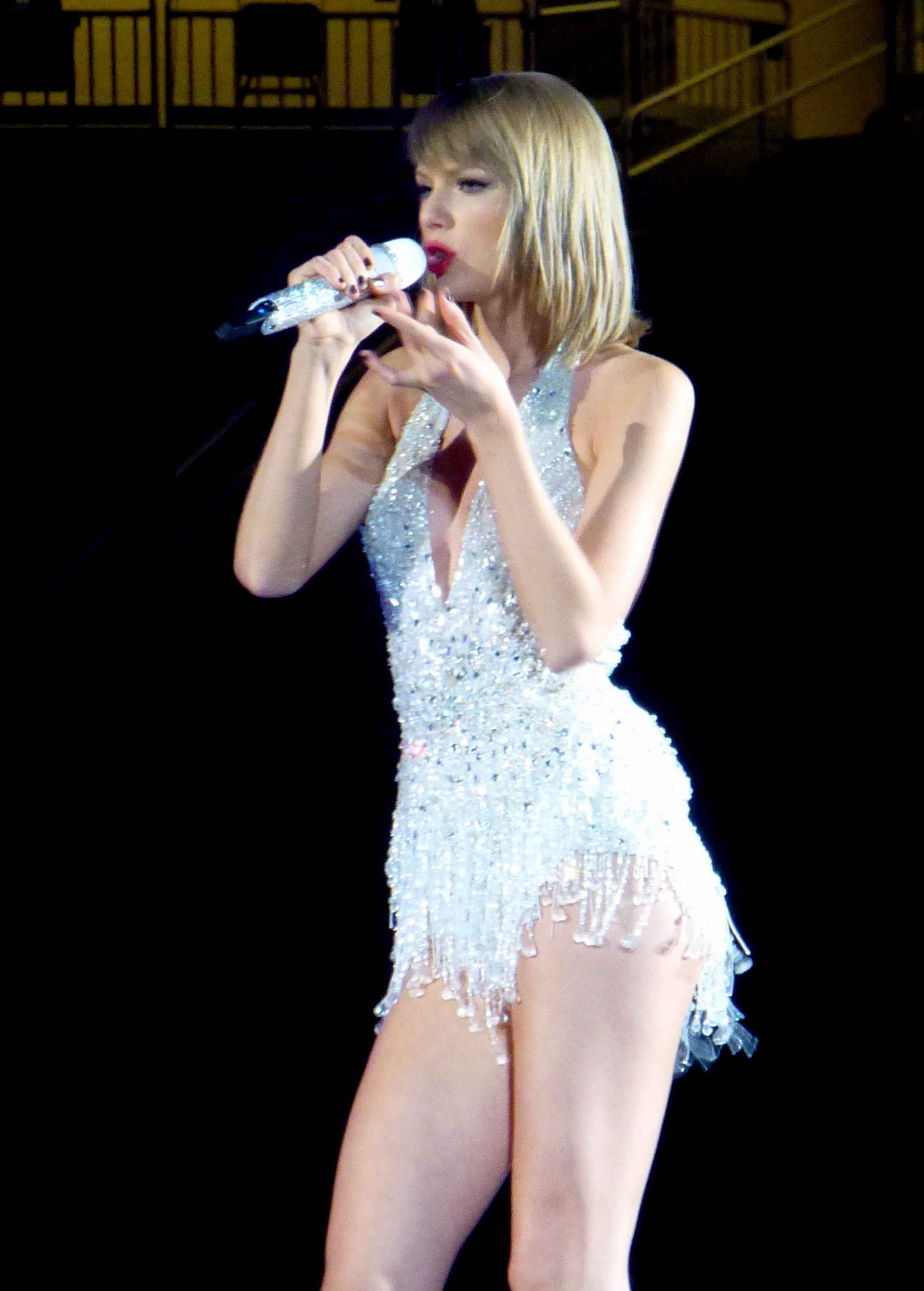
테일러 스위프트는 최우수 팝 보컬 음반 부문에 총 세 번 후보로 올랐으며, 2016년 자신의 앨범 1989으로 올해의 앨범과 같이 수상에 성공하였다.

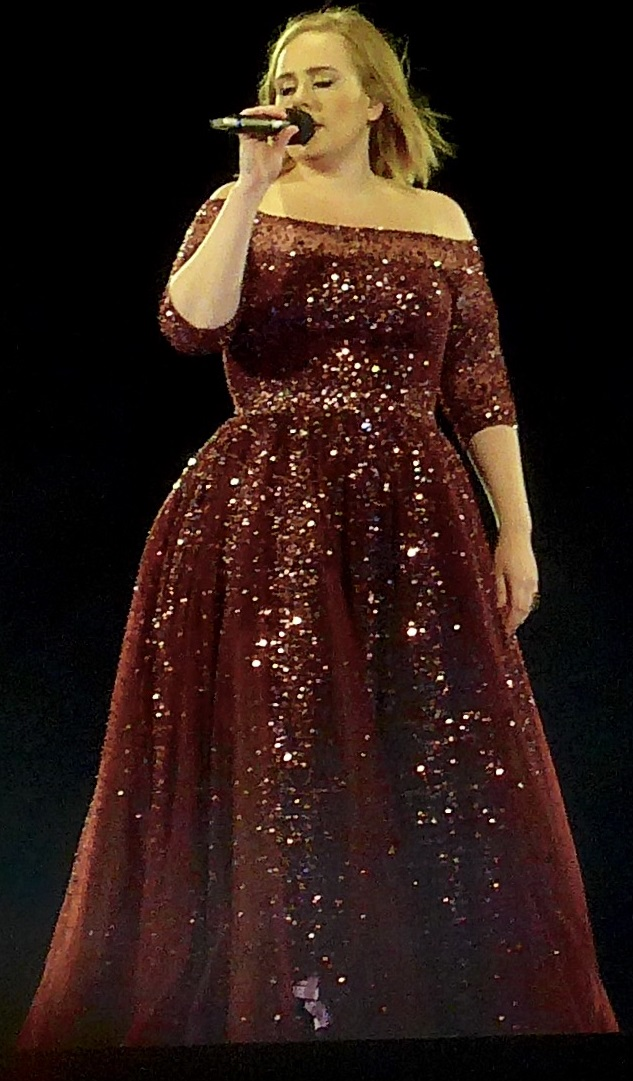
아델은 2012년 21과 2017년 25 두 개 모두 올해의 앨범과 함께 최우수 팝 보컬 음반을 수상하였다.

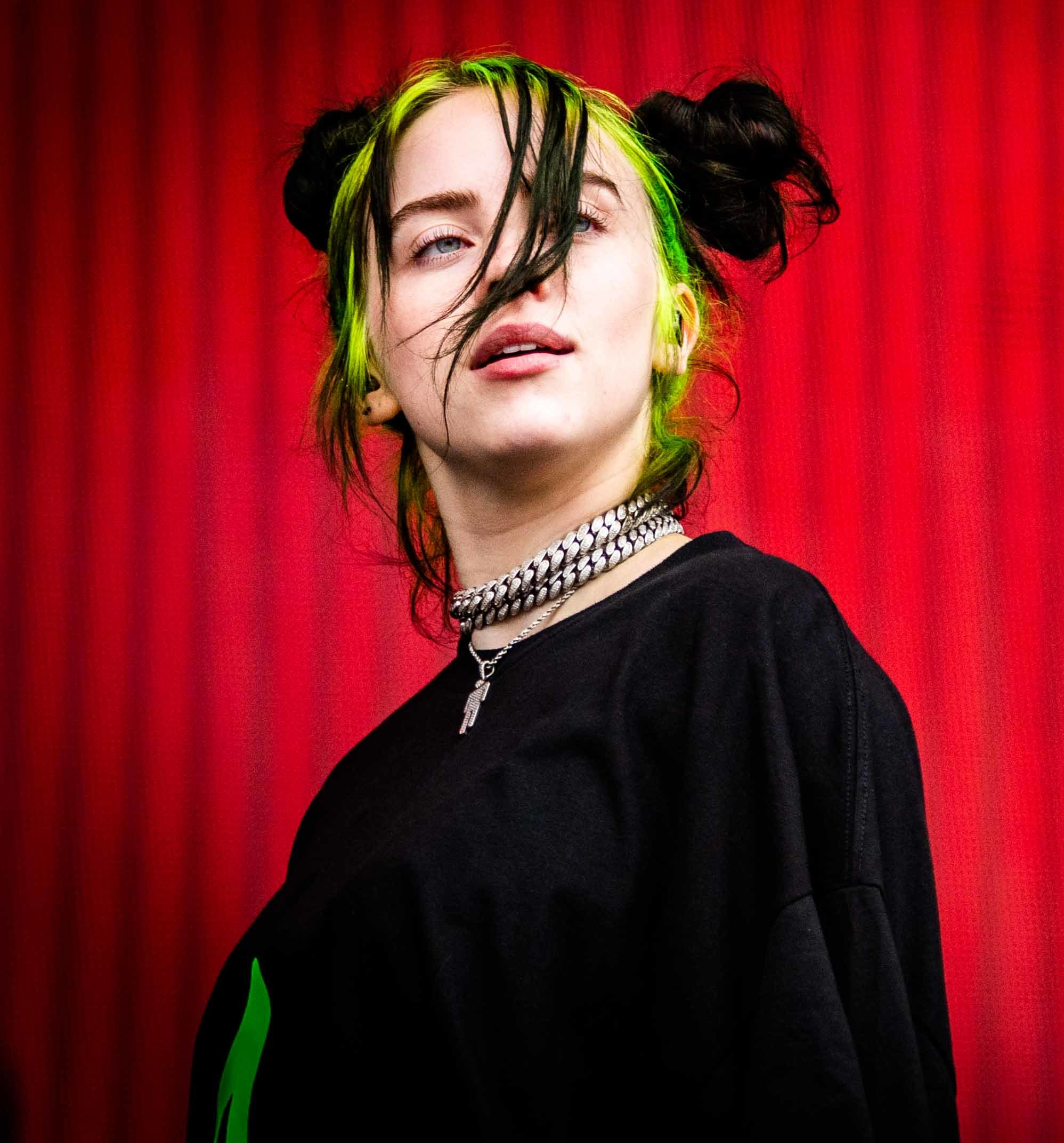
빌리 아일리시는 When We All Fall Asleep, Where Do We Go?으로 올해의 앨범과 함께 최우수 팝 보컬 음반 부문 수상에 성공하였다.

| 1968 | 비틀즈                  | Sgt. Pepper's Lonely Hearts Club Band    | - 어소시에이션 - Insight Out - 비키 카 - It Must Be Him - 피프스 디멘션 - Up, Up and Away - 바비 젠트리 - Ode to Billie Joe                                                 | [ 4 ]  |
| 1995 | 보니 레잇               | Longing in Their Hearts                  | - 에이스 오브 베이스 - The Sign - 호세 카레라스, 플라시도 도밍고, 루치아노 파바로티, 주빈 메타 - Three Tenors in Concert 1994 - 라일 로벳 - I Love Everybody - 씰 - Seal    | [ 5 ]  |
| 1996 | 조니 미첼               | Turbulent Indigo                         | - 머라이어 캐리 - Daydream - 이글스 - Hell Freezes Over - 애니 레녹스 - Medusa - 마돈나 - Bedtime Stories                                                                   | [ 6 ]  |
| 1997 | 셀린 디온               | Falling into You                         | - 토니 브랙스턴 - Secrets - 트레이시 채프먼 - New Beginning - 숀 콜빈 - A Few Small Repairs - 스팅 - Mercury Falling                                                        | [ 7 ]  |
| 1998 | 제임스 테일러           | Hourglass                                | - 폴라 콜 - This Fire - 플릿우드 맥 - The Dance - 자미로콰이 - Travelling Without Moving - 세라 매클라클런 - Surfacing                                                      | [ 8 ]  |
| 1999 | 마돈나                  | Ray of Light                             | - 에릭 클랩튼 - Pilgrim - 셀린 디온 - Let's Talk About Love - 내털리 임브룰리아 - Left of the Middle - 브라이언 세처 오케스트라 - The Dirty Boogie                          | [ 9 ]  |
| 2000 | 스팅                    | Brand New Day                            | - 백스트리트 보이스 - Millennium - 셰어 - Believe - 리키 마틴 - Ricky Martin - 세라 매클라클런 - Mirrorball                                                                 | [ 10 ] |
| 2001 | 스틸리 댄               | Two Against Nature                       | - 돈 헨리 - Inside Job - 마돈나 - Music - 엔싱크 - No Strings Attached - 브리트니 스피어스 - Oops!... I Did It Again                                                        | [ 11 ] |
| 2002 | 샤데이                  | Lovers Rock                              | - 넬리 퍼타도 - Whoa, Nelly! - 자넷 잭슨 - All for You - 엘튼 존 - Songs from the West Coast - 엔싱크 - Celebrity                                                           | [ 12 ] |
| 2003 | 노라 존스               | Come Away with Me                        | - 에이브릴 라빈 - Let Go - 노 다웃 - Rock Steady - 핑크 - Missundaztood - 브리트니 스피어스 - Britney                                                                       | [ 13 ] |
| 2004 | 저스틴 팀버레이크       | Justified                                | - 크리스티나 아길레라 - Stripped - 조지 해리슨 - Brainwashed - 애니 레녹스 - Bare - 마이클 맥도널드 - Motown                                                                | [ 14 ] |
| 2005 | 레이 찰스 & 여러 음악가 | Genius Loves Company                     | - 노라 존스 - Feels like Home - 세라 매클라클런 - Afterglow - 조스 스톤 - Mind Body & Soul - 브라이언 윌슨 - Brian Wilson Presents Smile                                    | [ 15 ] |
| 2006 | 켈리 클락슨             | Breakaway                                | - 피오나 애플 - Extradordinary Machine - 셰릴 크로 - Wildflower - 폴 매카트니 - Chaos and Creation in the Backyard - 그웬 스테파니 - Love. Angel. Music. Baby.              | [ 16 ] |
| 2007 | 존 메이어               | Continuum                                | - 크리스티나 아길레라 - Back to Basics - 제임스 블런트 - Back to Bedlam - 엘비스 코스텔로와 앨런 투세인트 - The River in Reverse - 저스틴 팀버레이크 - FutureSex/LoveSounds | [ 17 ] |
| 2008 | 에이미 와인하우스       | Back to Black                            | - 본 조비 - Lost Highway - 페이스트 - The Reminder - 마룬 5 - It Won't Be Soon Before Long - 폴 매카트니 - Memory Almost Full                                               | [ 18 ] |
| 2009 | 더피                    | Rockferry                                | - 셰릴 크로 - Detours - 이글스 - Long Road Out of Eden - 리오나 루이스 - Spirit - 제임스 테일러 - Covers                                                                    | [ 19 ] |
| 2010 | 블랙 아이드 피스        | The E.N.D.                               | - 콜비 카레이 - Breakthrough - 켈리 클락슨 - All I Ever Wanted - 더 프레이 - The Frey - 핑크 - Funhouse                                                                     | [ 20 ] |
| 2011 | 레이디 가가             | The Fame Monster                         | - 저스틴 비버 - My World 2.0 - 수잔 보일 - I Dreamed a Dream - 존 메이어 - Battle Studies - 케이티 페리 - Teenage Dream                                                     | [ 21 ] |
| 2012 | 아델                    | 21                                       | - 시로 그린 - The Lady Killer - 레이디 가가 - Born This Way - 브루노 마스 - Doo-Wops & Hooligans - 리한나 - Loud                                                            | [ 22 ] |
| 2013 | 켈리 클락슨             | Stronger                                 | - 플로렌스 앤 더 머신 - Ceremonials - 펀 - Some Nights - 마룬 5 - Overexposed - 분홍 - The Truth About Love                                                                 | [ 23 ] |
| 2014 | 브루노 마스             | Unorthodox Jukebox                       | - 라나 델 레이 - Paradise - 로드 - Pure Heroine - 로빈 시크 - Blurred Lines - 저스틴 팀버레이크 - The 20/20 Experience - The Complete Experience                            | [ 23 ] |
| 2015 | 샘 스미스               | In the Lonely Hour                       | - 콜드플레이 - Ghost Stories - 마일리 사이러스- Bangerz - 아리아나 그란데 - My Everything - 케이티 페리 - Prism - 에드 시런 - X                                             | [ 24 ] |
| 2016 | 테일러 스위프트         | 1989                                     | - 켈리 클락슨 - Piece by Piece - 플로렌스 앤 더 머신 - How Big, How Blue, How Beautiful - 마크 론슨 - Uptown Special - 제임스 테일러 - Before This World                    | [ 25 ] |
| 2017 | 아델                    | 25                                       | - 저스틴 비버 - Purpose - 아리아나 그란데 - Dangerous Woman - 데미 로바토 - Confident - 시아 - This is Acting                                                               | [ 26 ] |
| 2018 | 에드 시런               | ÷                                        | - 콜드플레이 - Kaleidoscope EP - 라나 델 레이 - Lust for Life - 이매진 드래곤스 - Evolve - 케샤 - Rainbow - 레이디 가가 - Joanne                                            | [ 27 ] |
| 2019 | 아리아나 그란데         | Sweetener                                | - 카밀라 카베요 - Camila - 켈리 클락슨 - Meaning of Life - 숀 멘데스 - Shawn Mendes - 핑크 - Beautiful Trauma - 테일러 스위프트 - Reputation                                | [ 28 ] |
| 2020 | 빌리 아일리시           | When We All Fall Asleep, Where Do We Go? | - 비욘세 - THe Lion King: The Gift - 아리아나 그란데 - Thank U, Next - 에드 시런 - No.6 Collaborations Project - 테일러 스위프트 - Lover                                    | [ 29 ] |

## 여러 번 수상한 아티스트
2회 수상
- 켈리 클락슨 (Breakaway, Stronger)
- 아델 (21, 25)
- 테일러 스위프트 (1989, Midnights)

## 여러 번 후보에 오른 아티스트
| 5회 후보 - 켈리 클락슨 - 저스틴 팀버레이크 (엔싱크 소속으로 지명된 2회 포함) 4회 후보 - 아리아나 그란데 - 핑크 3회 후보 - 돈 헨리 (이글스 소속으로 지명된 2회 포함) - 레이디 가가 - 마돈나 - 폴 매카트니 (비틀즈 소속으로 지명된 1회 포함) - 세라 매클라클런 - 에드 시런 - 테일러 스위프트 - 제임스 테일러 | 2회 후보 - 아델 - 크리스티나 아길레라 - 저스틴 비버 - 콜드플레이 - 셰릴 크로 - 라나 델 레이 - 셀린 디온 - 이글스 - 플로렌스 앤 더 머신 - 조지 해리슨 (비틀즈 소속으로 지명된 1회 포함) - 노라 존스 - 애니 레녹스 - 마룬 5 - 브루노 마스 - 존 메이어 - 엔싱크 - 케이티 페리 - 브리트니 스피어스 - 그웬 스테파니 (노 다웃 소속으로 지명된 1회 포함) - 스팅 |